# VDAC2
VDAC2（voltage dependent anion channel 2）は、ヒトでは10番染色体に位置するVDAC2遺伝子によってコードされるタンパク質である。このタンパク質は電位依存性アニオンチャネル（VDAC）であり、他のVDACのアイソフォームと高い構造的相同性を有する。VDACは一般的に、細胞の代謝、ミトコンドリアを介したアポトーシス、精子形成に関与している。さらに、VDAC2は心収縮や肺循環にも関与しており、心肺疾患への関与が示唆される。また、VDAC2は伝染性ファブリキウス嚢病（IBD）に対する免疫応答も媒介する。

## 構造
ヒトのVDACの3つのアイソフォームは、特に立体構造の観点から高度に保存されている。VDACは幅の広いβバレル構造を形成し、その内側ではN末端の残基がポアを部分的に閉じている。VDAC2の配列はシステイン残基に富んでジスルフィド結合の形成が可能であり、このことはβバレルの柔軟性に影響を与えている。また、VDAC2にはミトコンドリア標的化配列が含まれており、タンパク質はミトコンドリアの外膜に移行する。VDAC2は他の2つのアイソフォームと比較して、11残基長いN末端を有する。

## 機能
VDAC2はミトコンドリアポリンファミリーに属し、他のVDACと同様の生物学的機能を持つと考えられている。一般的にVDACは、ATPや他の低分子イオンや代謝産物のミトコンドリア外膜を越える輸送を行うことで細胞のエネルギー代謝に関与している。哺乳類の心筋細胞では、VDAC2は心収縮のためにミトコンドリアへのカルシウムイオンの輸送を促進する。
さらに、VDACはミトコンドリア透過性遷移孔（MPTP）の一部を形成し、それによってシトクロムcの放出を促進してアポトーシスをもたらす。VDACはBcl-2ファミリーのタンパク質やキナーゼなどのアポトーシス促進または抗アポトーシスタンパク質と相互作用することが観察されており、MPTPとは独立してアポトーシスに寄与している可能性もある。特に、VDAC2はミトコンドリアを介したアポトーシスが行われている細胞を保護する効果が示されており、さらには老化に対する保護効果を有する可能性がある。
VDACは精子形成、精子の成熟、運動性、受精とも関連付けられている。VDACの全てのアイソフォームは遍在的に発現しているが、VDAC2は主に精子のouter dense fiber（ODF）に存在し、そこで精子の鞭毛の適切な組み立てと維持を促進していると考えらえている。また、VDAC2は精子の先体膜（acrosomal membrane）にも局在し、そこで膜を越えるカルシウムイオンの輸送を媒介していると考えられている。

## 臨床的意義
VDAC2は、ミトコンドリア外膜のアデニンヌクレオチドの通過に関与する、ミトコンドリア膜チャネルのグループに属する。これらのチャネルは、ヘキソキナーゼやグリセロールキナーゼのミトコンドリア結合部位としても機能する。VDACはアポトーシスシグナルの伝達と酸化ストレスに重要であり、特にミトコンドリアを介した細胞死経路や心筋細胞のアポトーシスシグナルへの関与が重要である。プログラム細胞死は、後生動物にとって必要不可欠な遺伝的・生化学的経路であり、その経路の完全性は正常な胚発生と正常な組織の恒常性の維持に必要である。アポトーシスは他の必要不可欠な細胞経路と互いに密接に関連していることが示されている。こうした細胞死経路の重要な制御点が明らかになったことで、基本的な生物学の重要な知見が得られただけでなく、疾患に対する新たな治療法のための合理的な標的ももたらされた。正常な胚発生過程、心臓発作や脳卒中の際の虚血再灌流障害などの細胞損傷時、あるいはがんの発生や進行過程において、アポトーシスを起こした細胞は、細胞の収縮、細胞膜のブレブの形成、核の凝縮、DNAや核の断片化などの構造的変化を起こす。その後、細胞はアポトーシス小体へと断片化し、食細胞によって速やかに除去されることで、炎症応答は防がれる。
VDAC2タンパク質は、虚血プレコンディショニングなど、虚血再灌流障害に対する心保護への関与が示唆されている。活性酸素種（ROS）の大量放出は細胞損傷を引き起こすことが知られているが、非致死的な短期間の虚血時に生じるミトコンドリアからの中等度の放出は虚血プレコンディショニングのシグナル伝達経路における重要なトリガーの役割を果たし、細胞損傷の軽減をもたらす。VDAC2はこのROS放出の際のミトコンドリア細胞死経路のシグナル伝達に重要な役割を果たし、アポトーシスシグナルと細胞死を調節していることが観察されている。
また、VDAC2は肺血管内皮における内皮型一酸化窒素合成酵素（eNOS）の主要な調節因子としての役割を持つため、新生児の罹患と死亡の多くを占める新生児遷延性肺高血圧症（PPHN）と関連付けられている。eNOSは生理的刺激に応答したNOS活性の調節を担っており、肺への適切な血液循環のためのNO産生の維持に重要な役割を果たしていると考えられている。このように、VDAC2は肺循環と深く関係しており、肺高血圧症などの疾患の治療のための標的となる可能性がある。
VDAC2はIBDウイルスに感染した細胞を検出してアポトーシスを誘導すると考えられているように、免疫機能も関与している可能性がある。IBDウイルスはヒトにおけるHIVに相当する鳥類のウイルスで、鳥類の免疫系の機能を低下させ、リンパ器官に致命的な損傷を与える場合もある。この過程に関する研究からは、VDAC2がウイルスタンパク質V5と相互作用して細胞死を媒介することが示されている。

## 相互作用
VDAC2は次に挙げる因子と相互作用することが示されている。
- BAK[13][16]
- Parkin（英語版）[24]
- eNOS[11]

## 関連文献
- “Cloning and functional expression in yeast of two human isoforms of the outer mitochondrial membrane channel, the voltage-dependent anion channel”. The Journal of Biological Chemistry 268 (3):  1835–41. (Jan 1993). doi:10.1016/S0021-9258(18)53930-2. PMID 8420959.
- “VDAC2 and aldolase A identified as membrane proteins of K562 cells with increased expression under iron deprivation”. Molecular and Cellular Biochemistry 311 (1–2):  225–31. (Apr 2008). doi:10.1007/s11010-008-9712-x. PMID 18278581.
- “Conformational changes in the mitochondrial channel protein, VDAC, and their functional implications”. Journal of Structural Biology 121 (2):  207–18. (1998). doi:10.1006/jsbi.1997.3954. PMID 9615439.
- “The layered structure of human mitochondrial DNA nucleoids”. The Journal of Biological Chemistry 283 (6):  3665–75. (Feb 2008). doi:10.1074/jbc.M708444200. PMID 18063578.
- “Bax-dependent regulation of Bak by voltage-dependent anion channel 2”. The Journal of Biological Chemistry 280 (19):  19051–61. (May 2005). doi:10.1074/jbc.M501391200. PMID 15757910.
- “Global, in vivo, and site-specific phosphorylation dynamics in signaling networks”. Cell 127 (3):  635–48. (Nov 2006). doi:10.1016/j.cell.2006.09.026. PMID 17081983.
- “Changes of voltage-dependent anion-selective channel proteins VDAC1 and VDAC2 brain levels in patients with Alzheimer's disease and Down syndrome”. Electrophoresis 22 (1):  172–9. (Jan 2001). doi:10.1002/1522-2683(200101)22:1<172::AID-ELPS172>3.0.CO;2-P. PMID 11197169.
- “Protein profiling of human pancreatic islets by two-dimensional gel electrophoresis and mass spectrometry”. Journal of Proteome Research 4 (3):  931–40. (2005). doi:10.1021/pr050024a. PMID 15952740.
- “A mitochondrial porin cDNA predicts the existence of multiple human porins”. The Journal of Biological Chemistry 268 (16):  12143–9. (Jun 1993). doi:10.1016/S0021-9258(19)50319-2. PMID 7685033.
- “Subcellular localization of human voltage-dependent anion channel isoforms”. The Journal of Biological Chemistry 270 (23):  13998–4006. (Jun 1995). doi:10.1074/jbc.270.23.13998. PMID 7539795.
- “Voltage-dependent anion-selective channels VDAC2 and VDAC3 are abundant proteins in bovine outer dense fibers, a cytoskeletal component of the sperm flagellum”. The Journal of Biological Chemistry 279 (15):  15281–8. (Apr 2004). doi:10.1074/jbc.M313433200. PMID 14739283.
- “Revised fine mapping of the human voltage-dependent anion channel loci by radiation hybrid analysis”. Mammalian Genome 10 (10):  1041–2. (Oct 1999). doi:10.1007/s003359901158. PMID 10501981.
- “Nucleolar proteome dynamics”. Nature 433 (7021):  77–83. (Jan 2005). doi:10.1038/nature03207. PMID 15635413.
- “Analysis of proteins copurifying with the CD4/lck complex using one-dimensional polyacrylamide gel electrophoresis and mass spectrometry: comparison with affinity-tag based protein detection and evaluation of different solubilization methods”. Journal of the American Society for Mass Spectrometry 15 (4):  558–67. (Apr 2004). doi:10.1016/j.jasms.2003.12.006. PMID 15047060.
- “Large-scale mapping of human protein-protein interactions by mass spectrometry”. Molecular Systems Biology 3 (1):  89. (2007). doi:10.1038/msb4100134. PMC 1847948. PMID 17353931.